# كريستوف مانين
كريستوف مانين (بالفرنسية: Christophe Manin)‏ ولد بتاريخ 12 يوليو 1966، هو دراج فرنسي سابق.

## روابط خارجية
- كريستوف مانين على موقع أرشيف الدراجات (الإنجليزية)
- كريستوف مانين على موقع إحصائيات الدراجات الإحترافية (الإنجليزية)
- كريستوف مانين على موقع CycleBase (الإنجليزية)